# 长河 (小说)
《长河》是沈从文未完成的一部长篇作品，第一卷完成于二十世纪三十年代末四十年代初，重校于1945年。由于种种原因，未能完成计划中的后续三卷内容。
作为沈从文创作生涯后期最重要的作品之一，无论在思想上还是艺术上都具有相当高的价值。

## 内容提要
小说聚焦于辰河岸边一个小口岸吕家坪几个普通百姓，栩栩如生的拓画了在当时动荡大局下，居住在偏僻乡镇的人们相对平静而暗流潜动的生活。
作品具有沈从文作品一贯的田园牧歌般的浪漫笔调，然而有所不同的是美学追求之外，沈从文在《长河》中更多的体现了对当时社会现状和时局不多见的批判精神。第一卷在热热闹闹的社戏中结束，留给读者的却是由时代背景所决定的，隐藏在背后，未来的悲哀。